# Château de Saint-Agil
Le château de Saint-Agil est situé sur la commune de Saint-Agil, dans le département de Loir-et-Cher. Le château fait l’objet d’une inscription au titre des monuments historiques depuis le 13 février 1926.

## Historique
Saint Agil était le siège d'une ancienne seigneurie (remontant autour de l'An Mil) qui relevait de celle de Mondoubleau.
Le château a été construit pour l'essentiel à la fin du XVe siècle par Antoine de La Vove, sur l'emplacement d'une forteresse médiévale du XIIIe siècle.
Au XIVe siècle, la famille Le Gallais passe le  domaine par voie de mariage à la famille de la Vove. Pendant le XVe et le XVIe siècle, cette famille se succéda au château de St-Agil et  lui donna son aspect actuel.
L'entrée du château de Saint Agil se fait par une poterne construite en 1510 par Antoine de la Vove. C'est un pavillon de briques et pierres flanqué de deux tours surmontées de mâchicoulis. La haute toiture contient une lucarne à fronton sculpté et se termine par un lanternon. Le corps de logis attenant est très ancien, mais a été très modifié au XVIIIe siècle. 
Le château disposé en carré est entouré de douves d'une quinzaine de mètres de large.
En 1818, le château de St Agil fut acheté par le Comte de Saint-Maixent. 
Il est aujourd’hui la propriété de Michel Canigou et de son époux qui le restaurent depuis septembre 2005 